# Ulverton (roman)
Pour les articles homonymes, voir Ulverton.
Ulverton est le premier roman de l'écrivain britannique Adam Thorpe. L'ouvrage retrace 300 ans d'histoire dans le village fictif d'Ulverton, représentant du point de vue stylistique les époques littéraires de l'époque. Le roman remporte l'édition 1992 du Winifred Holtby Memorial Prize.